# Twelve Responses to Tragedy
Twelve Responses to Tragedy (hrvatski: Dvanaest odgovora na tragediju) ili Yalta Memorial spomenik je žrtvama poslijeratnih repatrijacija jugoslavenskih i sovjetskih državljana koje su britanske okupacijske snage u Austriji izručile sovjetskim, jugoslavenskim i drugim istočnoeuropskim snagama u događajima s kraja Drugoga svjetskog rata u Europi. Spomenik, koji je izradila Angela Conner, nalazi se u Memorijalnom parku Jalte u Londonu, nasuprot Victoria & Albert Muzeju u Ulici Cromwell Južnog Kensingtona.

## Povijest
Inicijativa za podizanjem memorijalnog spomenika potekla je tijekom 1970-ih nakon jednog javnog pisma upućenog tjedniku Spectator u kojem su britanski novinari Patrick Marnham, Auberon Waugh i Richard West predložili kako je potreba podignuti spomenik »u čast tisućama nevinih koje su savezničke vlasti prisilno izručile jugoslavenskim i sovjetskim vlastima u događajima s kraja Drugoga svjetskog rata, zbog djela koje je u to doba bilo pažljivo zataškavano, čak i pred britanskim Parlamentom, zbog spoznaje i straha od negodovanja koje bi zatim uslijedilo.«
Potom je pismo bilo upućeno dnevnim novinama The Times, gdje su ga podržali razni britanski političari i autori. Gradnju spomenika odobrila je britanska premijerka Margaret Thatcher 1980., usprkos službenom protivljenju britanskog Ministarstva vanjskih poslova koje je smatralo kako se time kritiziraju postupci ranijih britanskih vlada.
Prvotni je spomenik na istoimenoj lokaciji bio postavljen i posvećen po londonskom biskupu dana 6. ožujka 1982., izradila ga je britanska akademska kiparica Angela Conner iz Londona, ali su ga nepoznati počinitelji prepolovili pilom za kamen, stoga su se gradske vlasti odlučile tijekom 1986. na postavljanje novog monumentalnijeg, brončanog, memorijalnog spomenika.

## Izgled
Spomenik postavljen 2. kolovoza 1986. sastoji se od kamenog stupa na kojem se nalazi brončana skulptura od dvanaest spojenih lica muškaraca, žena i djece, koji simboliziraju sve žrtve događaja s kraja rata, te na kamenoj ploči podno spomenika stoji natpis na kojem piše: 
Ovaj spomenik postavili su članovi svih stranaka iz oba doma Parlamenta, kao i brojni drugi poklonici, u znak sjećanja na bezbrojne, nevine, muškarce, žene i djecu iz Sovjetskog Saveza i drugih istočnoeuropskih država koji su bili zatvarani i ubijani od strane komunističkih vlasti stoga što su bili njima repatrirani nakon završetka Drugoga svjetskog rata. Počivali u miru! 